# Astragalus sumneviczii
Astragalus sumneviczii är en ärtväxtart som beskrevs av Nikolai Vasilievich Pavlov. Astragalus sumneviczii ingår i släktet vedlar, och familjen ärtväxter. Inga underarter finns listade i Catalogue of Life.